# Franny and the Fireballs
Franny and the Fireballs ist eine deutsche Band, die 1973 in Hamburg von den Brüdern Ralf (Franny) und Knut Hartmann gegründet wurde. Sie haben sich dem authentischen Rock ’n’ Roll der 1950er-Jahre im Stil von Bill Haleys Comets verschrieben.

## Geschichte
Im Jahre 1972 beschlossen die Brüder Ralf (Gitarre) und Knut (Bass) Hartmann, nach fast dreijähriger musikalischer Abstinenz eine Rock-’n’-Roll-Band zu gründen. Schon Mitte der 1960er-Jahre hatten sie in diversen Beat-Bands Erfahrungen gesammelt und fanden, dass es an der Zeit war für ein Rock-’n’-Roll-Revival im Stil der Golden Fifties. Ralfs musikalisches Vorbild Franny Beecher, Gitarrist von Bill Haleys Comets, wurde zum Namensgeber der Band, und mit dem Saxophonisten Peter Voigt sowie Manfred Schmidt am Schlagzeug fand am 12. April im Haus der Jugend in Hamburg-Volksdorf noch unter dem Namen Frannys Rock ’n’ Roll Ensemble der erste Auftritt statt.
1974 erfolgte die Umbenennung in Franny & The Fireballs. 1975 spielte die Band als Support auf der Little-Richard-Tournee. 1979 waren sie Vorgruppe für Bill Haley & The Comets. In den frühen 1980er-Jahren wurden sie dann die Begleitband von Ted Herold. 1982 leitete ein Fernsehauftritt im Bremer Musikladen die gemeinsame Deutschland-Tournee ein.
1984 folgte in Hamburg das Musical Elvis – Stationen einer Karriere mit Peter Kirchberger in der Hauptrolle. Die Fireballs waren mehr als 200 Mal die Elvis-Presley-Band. Ein stets ausverkauftes Haus animierte zu einer Tournee 1985 durch Deutschland, Österreich, die Schweiz und die Niederlande. 1990 folgte nochmals eine Elvis-Tour mit Abstechern in die neuen Bundesländer.
Weitere Fernsehauftritte folgten, etwa im Fernsehgarten, in der Aktuellen Schaubude und in der Sendung Samstag-Nacht.
Ab 1997 fanden diverse gemeinsame Auftritte mit den Original Bill Haleys Comets statt. 1999 waren die Fireballs im Vorprogramm von Jerry Lee Lewis zu hören.
2005 bildete die Band zusammen mit Patricia Stegemann (Suzie) die Formation Suzie and the Seniors, die vornehmlich Beat der 1960er-Jahre spielt.
Ralf Hartmann starb am 28. Oktober 2022. Zum 1. April 2023 formierten die verbliebenen Musiker die Band Suzie and the Fireballs aus den drei Bands Franny and the Fireballs, Suzie and the Seniors und The Fam Tour.

## Diskografie
- 1973 Single: Shake, Rattle and Roll (als Franny’s Rock’n’Roll Ensemble)
- 1976 LP: Rock’n’Roll der 50er Jahre
- 1979 LP: 50’s Rock’n’Roll Live Party
- 1980 Single: Hail, Hail Rock’n’Roll
- 1982 Single: Oriental Rock
- 1982 LP: Dance Around The Clock
- 1985 LP: Selbstgekocht
- 1985 LP: Franny and the Fireballs + Peter Kirchberger – Remember the King
- 1988 Quadro Aufnahme: Rock around
- 1989 MC: Franny and the Fireballs 1989
- 1994 CD: Feelin’ Happy
- 1995 Maxi-CD: Franny and the Fireballs + Peter Kirchberger – Elvis Medley
- 1998 CD: 25 Years
- 2001 CD: Franny and the Fireballs + Susi’s Schlagersextett – Sternstunden der Unterhaltung
- 2002 CD: Veteranen – Je oller, je doller
- 2003 CD: Now Dig This !
- 2005 CD: 50’s LIVE!
- 2005 CD: Franny and the Fireballs + Suzie and the Seniors – 50’s and 60’s – LIVE! Präsentiert von der KRAVAG – Versicherung